# Alaki tényező
Az alaki tényező az antennatechnikában használt tényező, melynek értékét az adott antennaelem vastagsága és az üzemi hullámhossz határozza meg. A képletekben M betűvel jelölik.

## Számítása
{\displaystyle M={\frac {\lambda }{d}}}
- λ - az antenna üzemi hullámhossza (m)
- d - az antennaelem átmérője (m)
- M - az alaki tényező